# Ксенон: Продолжение
Ксенон: Продолжение — оригинальное кино канала Дисней 2001 года и вторая часть серии фильмов «Ксенон» от канала Дисней.

## Сюжет
Ксенон Кар, 15-летняя девушка, становится на два года старше в 2051, но когда она показывает Небьюле новую игру и как играть в неё, она опустошает офис командира Планка и в наказание отправляется работать в Инопланетной патрульной лаборатории. Что ещё хуже, космическая станция теперь находится под командой вооруженных сил, и генералу Хаммонду поручают командовать станцией. Даже более хуже, он поручает Ксенон заботиться о его дочери, которой является её старый враг Марджи. Она требовательна и угрожает, что её папа выселит Ксенон и её семью из Космической станции, если Ксенон не станет повиноваться ей. Ксенон тогда обнаруживает, что её космическая станция падает на Землю, и пытается остановить её, но Марджи тоже хочет это сделать и летит вместе с ней на Землю, но чтобы её не наказали, она говорит, что Ксенон вынудила её поехать с нею. Потом на Космической станции генерал Хаммонд угрожает Ксенон, но Марджи заступается за неё. С помощью Протозоа, мегазвездной, ультрагалактической рок-звезды, Ксенон пытается спастись из бедственной ситуации. Инопланетяне, которые связывались с Ксенон прежде, требуют встречи с Ксенон, используя музыку Протозоа в качестве способа связаться с нею. Наша упорная героиня принимает управление в огромной задаче возвращения на космическую станцию с помощью инопланетян. Командир Планк и тетя Джуди тогда женятся, и Ксенон и Марджи становятся друзьями.

## В ролях
- Кирстен Стормс — Ксенон Кар
- Шэдия Симмонс — Небьюла Вэйд
- Лорен Мэлтби — Марджи Хаммонд
- Сьюзен Брэйди — Астрид Кар
- Роберт Кертис-Браун — Марк Кар
- Филип Рис — Прото Зоа
- Холли Фулджер — Джуди Клинг
- Стюарт Пэнкин — командир Эдвард Планк
- Джон Гетц — генерал Хаммонд
- Том Райт — Орион
- Майкл Сэксент — лейтенант Харт
- Руперт Симмондс — Поларис
- Нико Велла — Корвус
- Дженнифер Ракер — Карла Уэйд
- Стивен Ловэтт — Уиллс

Рэйвен-Саймон, Гвинит Уолш и Грег Тирлоуей не повторяли их роли Небьюлы, Астрид и Марка Кара во втором фильме.